# Comunità montana Savuto
La Comunità montana Savuto è una comunità montana calabrese, situata nella provincia di Cosenza. Con Legge Regionale n. 25/2013 le Comunità Montane calabresi sono state soppresse e poste in liquidazione. Con delibera della Giunta Regionale n. 243 del 04/07/2013 sono stati nominati i Commissari liquidatori. Ora Distretto N° 4 di Azienda Calabria Verde.
La sede della Comunità si trova nella cittadina di Santo Stefano di Rogliano.

## Geografia fisica
La Comunità Montana comprendeva 18 comuni che gravitano intorno alla Valle del Savuto.
La superficie della Comunità Montana era pari a 506,02 km² mentre la sua popolazione era di circa 30.000 abitanti.

## Comuni
| Stemma | Comune                    | Popolazione (ab) | Superficie (km2) |
| ------ | ------------------------- | ---------------- | ---------------- |
|        | Aiello Calabro            | 2.037            | 38 km²           |
|        | Belsito                   | 963              | 11 km²           |
|        | Bianchi                   | 1.410            | 32 km²           |
|        | Aprigliano                | 2.728            | 121,27 km²       |
|        | Carpanzano                | 321              | 14 km²           |
|        | Cellara                   | 510              | 5 km²            |
|        | Colosimi                  | 1.338            | 24 km²           |
|        | Grimaldi                  | 1.778            | 24,39 km²        |
|        | Lago                      | 2.786            | 49 km²           |
|        | Malito                    | 837              | 16 km²           |
|        | Mangone                   | 1.882            | 12 km²           |
|        | Marzi                     | 981              | 15 km²           |
|        | Panettieri                | 342              | 14 km²           |
|        | Parenti                   | 2.289            | 37 km²           |
|        | Pedivigliano              | 903              | 16 km²           |
|        | Rogliano                  | 5.851            | 41,36 km²        |
|        | Santo Stefano di Rogliano | 1.627            | 19 km²           |
|        | Scigliano                 | 1.387            | 17 km²           |

## Galleria d'immagini

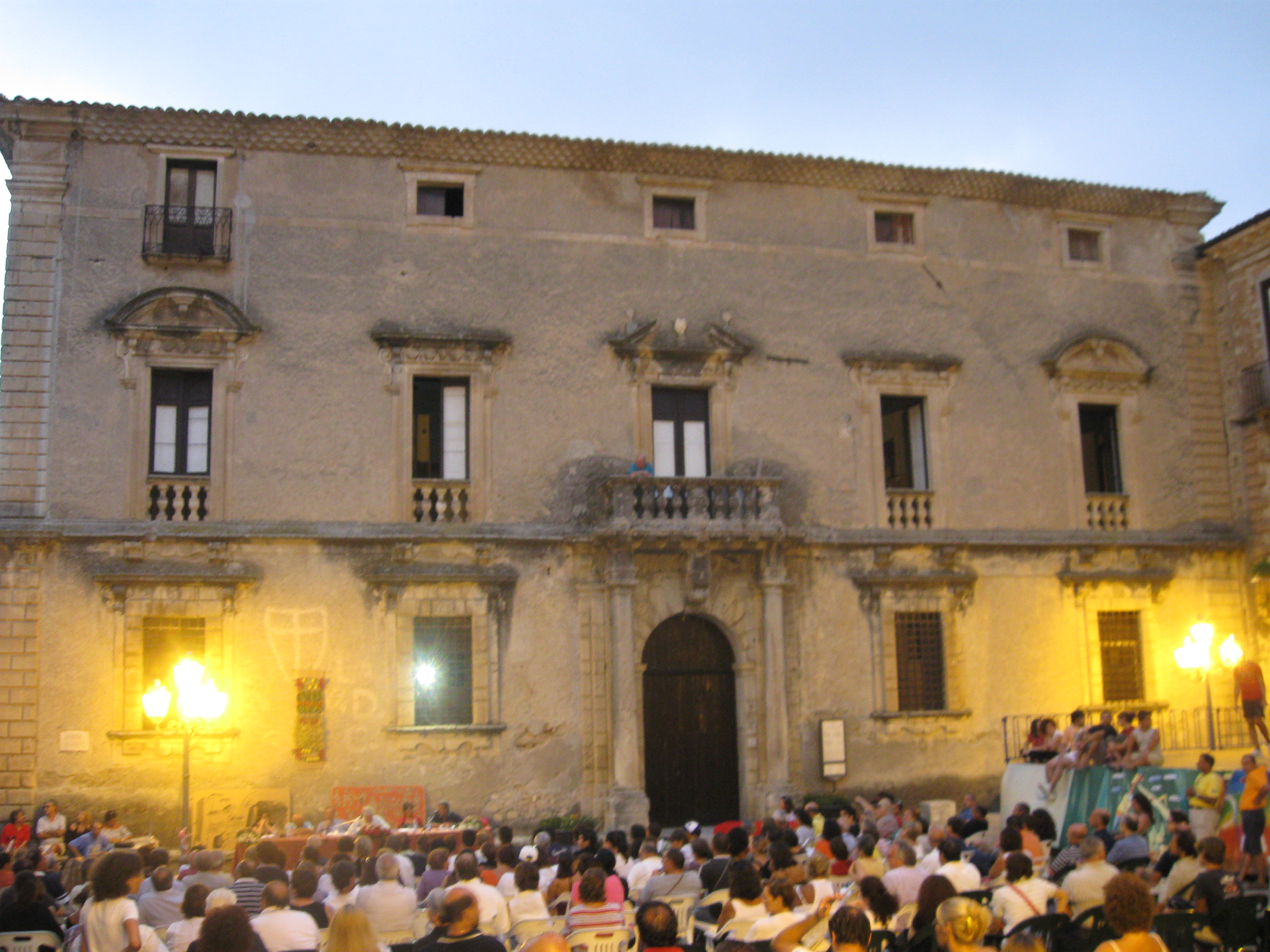
Aiello Calabro
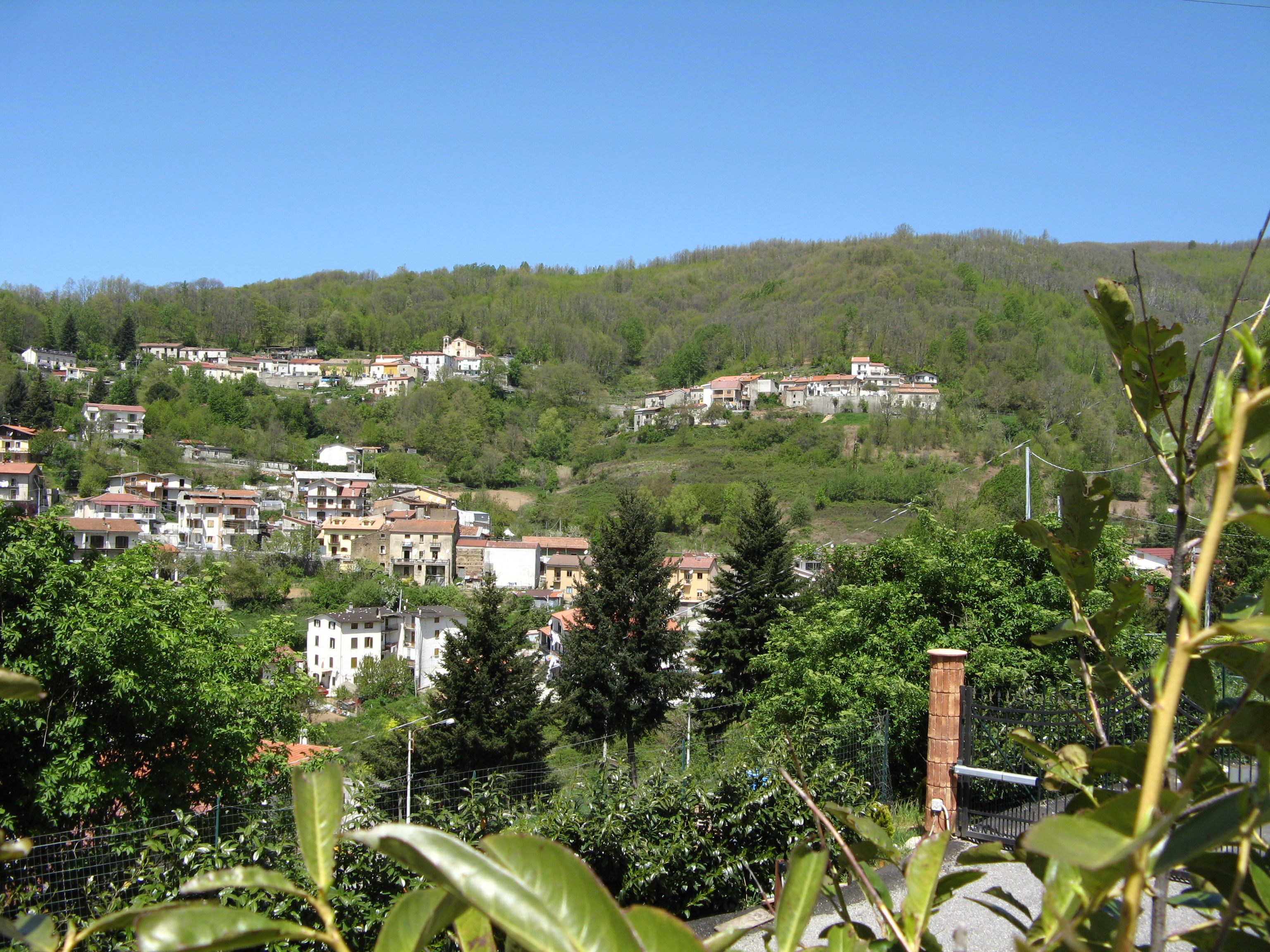
Panorama di Colosimi
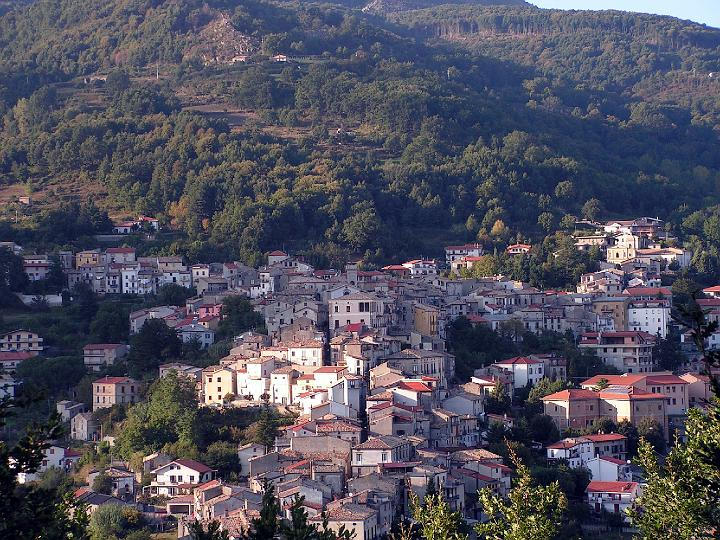
Panorama di Grimaldi
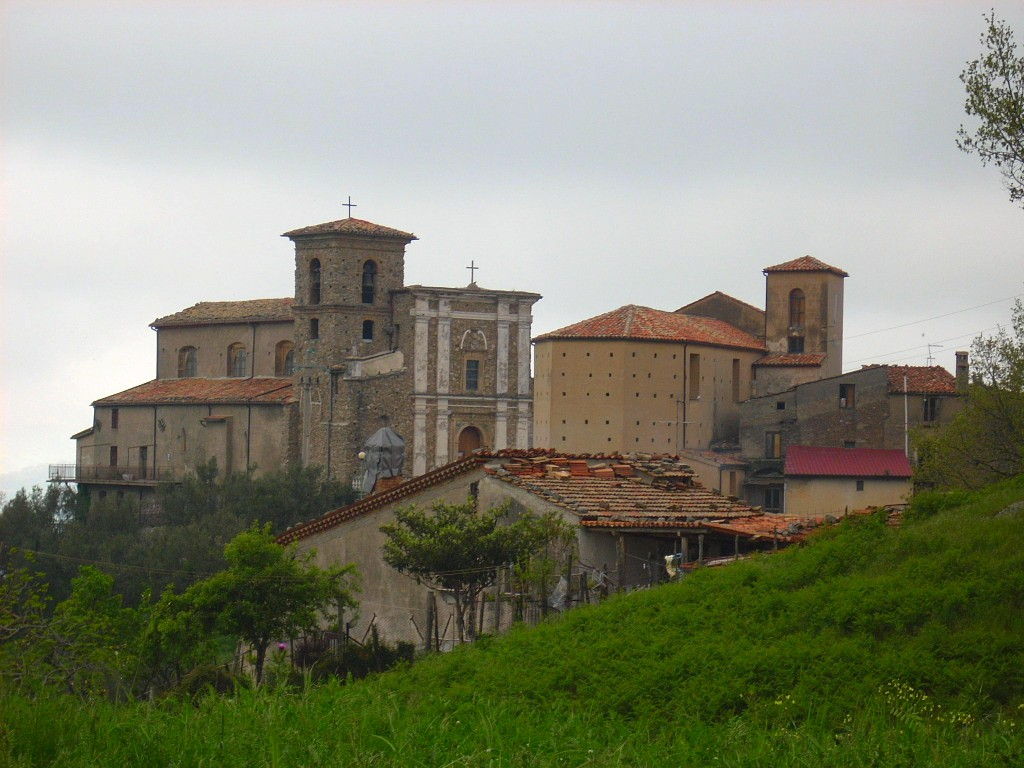
Il centro storico di Pedivigliano
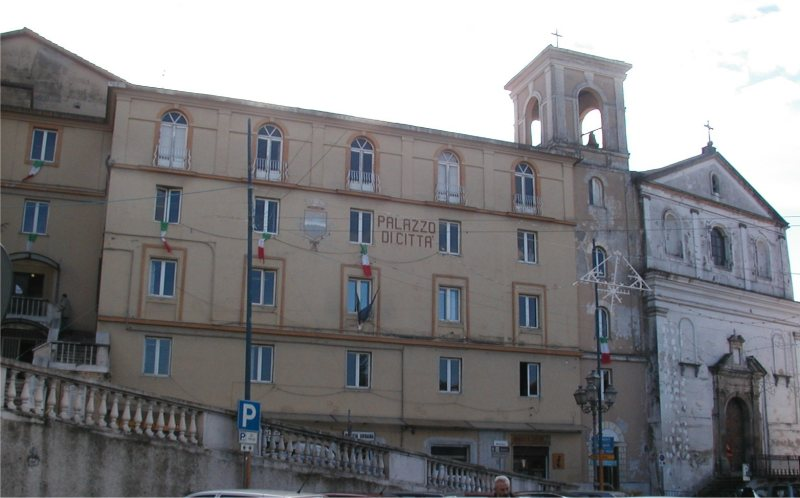
Rogliano